# Исо-Ийярви
И́со-Ийя́рви (фин. Iso-Iijärvi — прибл. «большое ночное озеро») — крупное озеро на северо-западе Лахденпохского района Республики Карелия, вблизи границы с Финляндией.

## Этимология
Составные части гидронима Iso-Ii|järvi относятся к нескольким языкам и эпохам. Слова iso и järvi означают по-фински «большое» и «озеро» соответственно. Топоним ii, вероятнее всего, саамского происхождения и имеет изначальное значение «ночь» или «ночлег». Есть ещё две версии происхождения названия — от устаревшего финского слова ida, восходящего к древнескандинавскому языку и означающему текущую вспять реку или отток воды и от личного имени Ида. Однако, как описано ниже, эти версии, по крайней мере в случае Исо-Ийярви, маловероятны.
Известно, что исторически саамы жили намного южнее сегодняшней территории обитания — преимущественно в Карелии. Вплоть до начала XIII века летописная лопь ещё оставалась вблизи Ладожского озера. На бывшее присутствие саамов указывают и такие топонимы как Лаппеэнранта и Лапино. По мере продвижения саамов на север, в новых местах появлялись саамские названия, включающие в себя и топоним «ий». Известные примеры — муниципалитеты Ий, Ийсалми, а также озеро Исо-Ий.
Как пишет финский историк Йоуко Вахтола, название коммуны Ii происходит от реки Иййоки, в то время как топонимы «Ийоки» и «Ийярви» практически несомненно происходят от саамских слов ijja и idja — «ночь». В качестве промежуточной формы автор указывает шведоязычное название Ijo. К аналогичным заключениям приходит и исследовательница ономастики из Хельсинкского университета, Терхи Айниала, в случае с Ii|salmi: ключ к разгадке значения топонима ii и здесь кроется в более архаичном шведском названии Iden|salmi, которое также указывает на связь с саамским словом idja. Специалисты Хельсинкской городской библиотеки, со ссылкой на Топонимический справочник Финляндии, также подтверждают указанную версию — только через промежуточный финский корень iti.
Озёра с таким же названием (Ийярви) встречаются на востоке и севере Финляндии, то есть в районах близких к Карелии и Лапландии. Озеро Ийярви в Финской Лапландии кроме финского имеет название на трёх местных саамских языках, в переводе с которых звучит дословно именно как «ночь-озеро» (ср. северносаам. Idja-Jávri, инари-саам. Ij-Jävri, колтта-саам. Ii-Jäu'rr). Все они восходят к прото-саамскому слову *ijë.
На связь гидронима «Исо-Ийярви» со словом «ночь» указывает и название южной части озера — «Йёниеменселькя» (Yö|niemen|selkä). Части названия переводятся с современного финского как «ночь», «мыс» (в род. п.) и «сельга» (см. ниже) соответственно. В эту часть озера вдаётся высокий мыс «Йёниеми» (Yö|niemi — «ночной мыс») с крутыми склонами, окружённый с трёх сторон водой и, таким образом, представляющий собой хорошо защищённое место для ночёвки. В случае Ийсалми речь аналогично идёт об удобном месте для остановки на ночь.

## Физико-географическая характеристика

### История формирования озера

происхождение типичной для Салпаусселькя дельто-моренной гряды

три гряды Салпаусселькя, а также моренные гряды восточной и Конечная морена центральной Финляндии

Исо-Ийярви, как и расположенные западнее соседние озёра в Финляндии, образовалось в результате таяния ледникового покрова и скопления воды в моренных котловинах. Движение ледника оставило около 12.000 лет назад вдоль его юго-восточного края конечно-моренную гряду в несколько рядов, возвышающихся до 70 м над окружающей местностью и протяжённостью до 600 км — Салпаусселькя.
Изначально эта сельга полностью предотвращала сток воды с территории, находящейся севернее/западнее неё в Финский залив и Ладожское озеро. Но несмотря на то, что со временем произошли крупные прорывы в двух местах с образованием рек Кюмийоки и Вуоксы, примерно 5.000 лет назад положив начало формированию современного рельефа, она до сих пор остаётся основным водным барьером на юго-востоке Финляндии, создавая эффект запруды по отношению к водоёмам, находящимся со внутренней стороны гряды. С внешней стороны Салпаусселькя практически не встречаются крупные озёра. Эта своеобразная граница ландшафтов отчётливо видна на картах и спутниковых снимках.
Итак, Исо-Ийярви тоже относится к «моренно-подпрудным озёрам», так как на самом востоке Салпаусселькя вдаётся на несколько километров вглубь территории России, оставляя озеро с тыльной стороны. Несмотря на то, что озеро соединено с Ладогой, вытекающая из него река Иййоки непосредственно у истока проходит ущелье глубиной около 10 м, таким образом пробивая гряду Салпаусселькя на своём пути. Следовательно, Исо-Ийярви является частью и одним из самых восточных озёр финской озёрной системы, а также одним из немногих и одновременно крупнейшим, находящимся полностью в России.

### Гидрография озера, рельеф дна и берега
Площадь озера составляет 8,5 км². Максимальная длина озёрной системы по прямой — 7,7 км; максимальная ширина — 2,8 км; глубина достигает 25 м в основной части и составляет в среднем 6 м. Поверхность озера находится на высоте 86 м над уровнем моря. Прозрачность воды озера увеличивается с севера на юг: от 1,5 до 3,5 м. Температура воды в верхних слоях достигает летом 21 °C; на глубине она не превышает 10 °C.
Озеро имеет сложную форму: вытянутую с севера-востока на юго-запад, связанную между собой широкими проливами систему из трёх плёсов: собственно Исо-Ийярви, Хиеданпохья (прибл. «угол Хийси»; ср. также: Лахденпохья) и Йёниеменселькя («озеро ночного мыса»; см. выше). Кроме того, для озера характерно множество бухт, самыми крупными из которых являются: Сювялахти («глубокий залив»), Вехкалахти («залив белокрыльника»), Мустийнпохья (прибл. «чёрный угол») и Киуккалахти. Соответственно, не менее велико и количество мысов и полуостровов всевозможных форм и размеров.
Западный и южный берега озера представляют собой высокие, покрытые хвойным лесом сельги. Для них характерны каменные россыпи и отшлифованные ледником скалы — «бараньи лбы». Центральная часть восточного и северный берега, наоборот, пологие, с широкими песчаными отмелями. В низинах присутствуют заболоченные участки. В прибрежном мелководье дно в основном песчаное, с редкими каменистыми нагромождениями. На глубине залегают серые и коричневые илы, окрашивая воду в характерный цвет.

### Острова и бассейн
Имеется некоторое количество небольших островов и луд, находящихся преимущественно вблизи берега. В восточной части главного озера находится группа продолговатых озовых островов, отделяющих его от залива Вехкалахти. Особого упоминания заслуживает каменистая гряда на западном берегу озера — типичная сельга под названием Антинсаари — «остров Антти» (андреевский). Дело в том, что эта гряда, сегодня отделяющяя Исо-Ийярви от соседнего Пиени-Ийярви некогда действительно была островом в одном большом озере, но из-за изостатического подъёма суши превратилась в полуостров и даже срослась с соседними островами Оллинсаари и Лийматансаари в единое целое.
В озеро впадает река Репосалменйоки — протока из расположенного на 2 м выше и 500 м северо-западнее озера Пиени-Ийярви, а также ещё как минимум 10 ручьёв, вытекающих из соседних ламб. Территория водосбора Исо-Ийярви размером в 75,6 км² снабжает исток, реку Иййоки, которая впадает в Ладожское озеро. Соответственно, Исо-Ийярви относится к Балтийскому бассейновому округу.

### Флора и фауна
В заливах восточного побережья встречаются небольшие заросли кубышки, рдеста, тростника и хвоща. Высшая водная растительность в остальных заливах незначительна.
В озере обитают несколько видов рыб. Ряпушка распространена повсеместно; часто встречаются лещ, окунь, плотва и щука; популяция ерша и налима значительно ниже. В прибрежной части водоёма также обитает широкопалый рак небольших размеров.

### Климат
Климат в районе озера переходный от морского к континентальному и в целом относительно мягкий — с тёплой зимой и прохладным летом. Смягчающее воздействие на климат вызвано близостью Балтийского моря и Ладожского озера. Количество атмосферных осадков немного выше нормы, но в то же время и количество тёплых и солнечных дней выше среднегодовых значений по Карелии. Самое большое количество осадков выпадает в августе, наименьшее — в марте. Ежегодно выпадает в среднем около 650 мм осадков.
Среднегодовая температура воздуха в Лахденпохском районе составляет +3 °C. Средняя температура самого холодного месяца — февраля: −9,4 °C, а самого тёплого — июля: +16,9 °C. Летом возможна сильная жара (зарегистрировано макс. +34 °C), а зимой, наоборот, сильный холод (зарегистрировано мин. −41 °C). Зимой возможны оттепели с температурами до +3—5 °C, а летом, напротив, охлаждения воздуха до +10 °C, вызванные вторжением воздушных масс с севера. Морозы продолжаются около 125 дней в году.
С середины мая по середину июля для региона характерны Белые ночи. В этот период солнце светит до 20 часов в сутки, а облачность сравнительно невелика. Благодаря этому прогреваемость поверхности земли в этой части Карелии сравнима с показателями в средней полосе России.

## История региона
Северное Приладожье является исторической родиной карелов. Они были успешными торговцами мехами и активно использовали внутренние водные пути Фенноскандии для доставки товаров не только к портам Финского (Выборг), но даже Ботнического залива (Оулу) и Белого моря (Кемь). Так как начиная с XIII века Корельская земля оказалась на стыке сфер влияния Новгородской республики и Шведского королевства, этот регион многократно был сценой вооружённых конфликтов: русско-шведских, а позже и советско-финских войн.
Карелы традиционно являлись союзниками Новгорода и совместно противостояли посягательствам шведов на их территорию. После 30 лет военных действий в 1323 году был подписан первый в русской истории пограничный договор — Ореховский мир, по результатам которого Карелия была разделена с севера на юг. Западная часть с окрестностями Выборга перешла во владение Швеции, а восточная часть Карельского перешейка и Ладожская Карелия остались во владении Новгорода. До 1580 года Исо-Ийярви находилось на территории Кирьяжского погоста Корельского уезда Водской пятины Новгородской земли, когда территория была захвачена шведами во время Ливонской войны и преобразована в Кексгольмский лен (швед. Kexholms län). С 1595 года Приладожье снова находится в составе России, однако переходит Швеции по Столбовскому миру в 1617 году Кирьяжский погост становится графством Кроноборг (Kronoborgs grevskap) почти на целый век и возвращается России только в ходе Великой Северной войны после осады Кексгольма в 1710 году.
Карелы Приладожья были православными и многие из них покинули родные места после Ливонской войны и особенно во время шведского господства из-за религиозного притеснения и давления принять лютеранство. Они уходили вглубь русских земель, дав название таким регионам как Тверская Карелия. Их место заняли переселенцы-лютеране из Шведской Карелии (эвремейсы) и Савонии (савакоты).
По итогам Ништадтского мирного договора в границах бывшего Кексгольмского лена образовывается Кексгольмская провинция Санкт-Петербургской губернии, существовавшая до 1743 г., когда был образован Кексгольмский уезд Выборгской губернии (фин. Viipurin lääni, швед. Viborgs län), в 1811 году ставший частью Великого княжества Финляндского. В XIX веке уезд был разделён, в результате чего из его северной части был создан Среднекексгольмский, переименованный в начале XX века в Кроноборгский уезд (фин. Kurkijoen kihlakunta, швед. Kronoborgs härad). Уезд продолжал существовать и после провозглашения независимости Финляндии.
До 1940 года озеро находилось в составе волости Яаккима (фин. Jaakkima) Выборгской губернии Финляндии. В то время берега озера были населены. Вблизи юго-восточного берега располагалась одноимённая деревня Ийярви, а вдоль остального побережья существовало множество хуторов на значительном расстоянии друг от друга.
В ходе советско-финских войн 1939—1940 и 1941—1944 годов население бывшей Финской Карелии подверглось троекратной полной замене: переселенцы из центральных районов СССР сменяли местных жителей и наоборот. В окрестные посёлки после войны вернулась жизнь. Опустевшая территория вокруг озера, однако, впоследствии заселена не была — вероятно в связи с тем, что оказалась вблизи западной границы СССР и стала передней частью обширной погранзоны, включающей в себя тогда практически всё Северное Приладожье. В результате многочисленных войн и переселений Карельский перешеек и Ладожская Карелия полностью лишились традиционного населения, а вместе с ним и этнокультурной самобытности.
В 1940 году был создан Куркиёкский район Карело-Финской ССР, который был упразднён в 1958 году и воссоздан как Лахденпохский район Карельской АССР в 1970 году По состоянию на 2016 год озеро Исо-Ийярви находится на территории погранзоны Карелии, однако согласно приказу ФСБ № 515 туда возможен свободный доступ всем гражданам России вплоть до 5-километровой приграничной полосы при наличии внутреннего паспорта. Таким образом, практически весь берег и вся водная поверхность озёрной системы Исо-Ийярви открыты для посещения без пропуска.

## Экология и рекреационное значение
Благодаря удалённости от промышленных объектов и низкому антропогенному воздействию, качество воды в Исо-Ийярви высокое. Этому свидетельствует, в частности, наличие раков как биоиндикаторов. Озеро и прилегающая территория находятся в хорошем экологическом состоянии и входят в состав государственного природного заказника «Исо-Ийярви». Красота и чистота природы, отсутствие населённых пунктов в непосредственной близости и в то же время относительно хорошая доступность делают Исо-Ийярви важной туристической целью.